# Antoni Martí Petit
Antoni Martí Petit, també conegut com a Toni Martí (Escaldes-Engordany, 30 juliol de 1963 - íbidem, 6 de novembre de 2023), fou un arquitecte i polític andorrà, cap de Govern del Principat d'Andorra del 2011 al 2019. Martí liderà la coalició de centredreta Demòcrates per Andorra (DA), que va guanyar per majoria absoluta les eleccions al Consell General d'Andorra de 2011, i fou reelegit en les eleccions al Consell General d'Andorra de 2015 per a un nou i últim mandat, novament amb majoria absoluta, tot i haver perdut més d'un 18% de l'electorat.

## Biografia
Antoni Martí Petit va nàixer a Escaldes-Engordany el 1963. Va estudiar arquitectura a la Universitat de Tolosa. Fou pare de tres fills.
La seva implicació política començà el 1994 amb el Partit Liberal d'Andorra (va ser-ne de fet un dels fundadors), començà primer com a parlamentari, prenent decisions controvertides com el vot negatiu a la Carta Magna, abans de ser conseller general entre 1994 i 1997, i fou reelegit el 1997 i el 2001. Ocupà aquest càrrec fins al 2003, quan decidí de presentar-se a les eleccions comunals de les quals fou triat Cònsol Major d'Escaldes-Engordany sota les sigles d'Unió del Poble. Era un veterà de la política andorrana.
Al capdavant de la coalició de centredreta Demòcrates per Andorra va guanyar les eleccions del 2011 amb el 55% dels sufragis, i el 12 de maig del mateix any esdevingué cap de govern del Principat pirinenc. El partit DA era força de creació recent. Va ser constituït expressament per concórrer a les eleccions del 2011, amb l'objectiu declarat i confés de fer fora el llavors cap de Govern, Jaume Bartumeu, de talant socialdemòcrata. En l'invent de creació de DA van participar una bona part de liberals. Però també s'hi van sumar a la nova formació exmilitants socialistes desenganyats amb Bartumeu (és el cas de Jordi Cinca, ministre de Finances de DA i un dels homes forts del partit, i d'altres). A les eleccions de 2011 els liberals, com a tals, no s'hi van presentar, en una decisió que va ser interpretada com un pacte amb Toni Martí, que mai ha estat explicat. En definitiva, la posició dels liberals, fos pactada o no, induí que una bona part dels efectius liberals engrossissin les llistes electorals de DA. Aquest traspàs, juntament amb la no presentació del partit liberal com a tal, va permetre que l'operació per recuperar el govern als socialdemòcrates quedés materialitzada en el triomf rotund de DA.
A les Eleccions al Consell General d'Andorra de 2015 de l'1 de març del 2015 fou reelegit en el càrrec, renovant majoria absoluta aquest cop només amb un 37% dels vots i perdent 7 escons al Consell General, tot i prometre continuar amb el full de ruta de modernització i obertura econòmica d'Andorra. En les Eleccions al Consell General de 2019 no va repetir com a candidat, sent rellevat per Eleccions al Consell General d'Andorra de 2019, del seu partit.

### Trajectòria política
- 2003-2011: Cònsol Major d'Escaldes-Engordany, reelegit el 2007, pel Partit Liberal d'Andorra (PLA) i per Unió del Poble.[8]
- 1994-2003: Conseller General (reelegit el 1997 i 2001) pel Partit Liberal d'Andorra (PLA).
- 2011-2014: Cap de Govern pel partit Demòcrates per Andorra.
- 2015-2019: Reelegit Cap de Govern pel partit Demòcrates per Andorra.

## Cap de Govern (2011-2019)

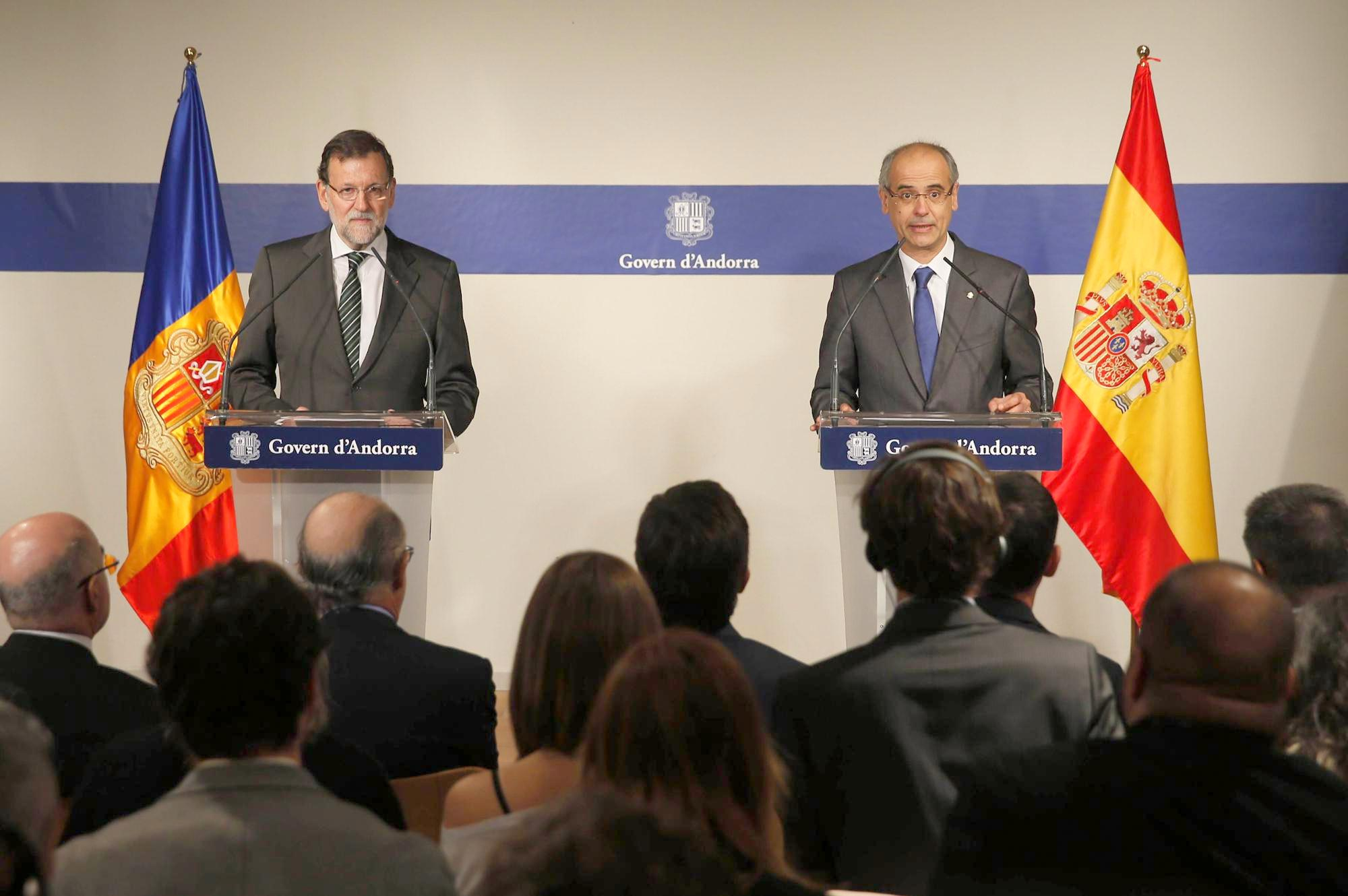
Antoni Martí i Mariano Rajoy (visita oficial).

El primer mandat de Toni Martí es caracteritza pel procès d'obertura econòmica iniciat al Principat d'Andorra, que ha inclòs l'establiment d'un marc tributari homologable pels països conformants de la Unió Europea, al mateix temps que ha permès la firma de Convenis de no Doble Imposició amb Luxemburg, Espanya i França, pendents de ratificació. També ha permés iniciar converses amb el govern de Portugal per tal de signar el conveni amb dit Estat.
En l'àmbit social i nacional, es destaca l'aprovació de la Llei que permet les unions homosexuals (amb la controvèrsia motivada per l'oposició corresponent causada pel nom emprat), les diverses reformes de les pensions de l'Administració pública o la reforma de la Llei Antitabac així com el pacte amb Espanya per l'ampliació de l'Aeroport Andorra - la Seu d'Urgell.
Deixà, però, moltes iniciatives a l'aire, contingudes al seu programa del 2011, com ara la construcció d'un Heliport Nacional, la construcció d'un Casino, amb la deguda reforma, pendent d'aprovació, de la Llei del Joc, així com la reforma de l'Administració pública.
Reelegit l'1 de març del 2015, novament amb majoria absoluta, per un nou mandat, ha promés durant la campanya fer-se càrrec de totes aquelles coses contingudes al programa de Demòcrates per Andorra que no van ser atingudes la passada legislatura.

## Distincions honorífiques
Nacionals
- Placa d'honor a títol pòstum de la Creu dels Set Braços, Principat d'Andorra (2024)[9]
- President d'honor (Gran Mestre) de iure de l'Orde de Carlemany, Principat d'Andorra (2011-2019).

Estrangeres
- Gran Creu de l'Orde de Santa Àgata, República de San Marino[10]